# Sam Berger
Pour les articles homonymes, voir Berger (homonymie).
Samuel Berger (1er janvier 1900 - 24 juillet 1992) est un avocat, homme d'affaires et dirigeant sportif canadien. Il est le propriétaire des Rough Riders d'Ottawa et des Alouettes de Montréal de la Ligue canadienne de football (LCF), ainsi que président de la LCF.
Fils d'un rabbin, Sam Berger grandit pauvre à Ottawa. Il travaille comme journaliste pour l'Ottawa Citizen, l'Ottawa Journal et le Toronto Star avant d'étudier le droit. En 1925, il commence à l'Osgoode Hall Law School et deux ans plus tard, il fonde son propre cabinet d'avocats à Ottawa.
Il achète l'immeuble d'appartements Strathcona au 404, avenue Laurier Est en 1939 après que la compagnie d'assurance qu'il représente a saisi les propriétaires et l'a persuadé de l'acheter. Cela l'amène dans l'immobilier et il développe éventuellement plusieurs immeubles commerciaux et d'appartements au centre-ville d'Ottawa.
Berger se présente deux fois au poste de maire.

## Football canadien
Berger joue au football dans sa jeunesse avec l'équipe de Lisgar Collegiate Institute (en).
Il s'implique dans l'équipe des Rough Riders d'Ottawa en tant que conseiller juridique, président et propriétaire. Il a un mandat de trois ans en tant que président du club pendant lequel l'équipe joue sept fois dans la Coupe Grey, remportant le championnat à quatre reprises, en 1951, 1960, 1968 et 1969.
À la fin de 1969, Berger vend sa participation dans le club d'Ottawa, en fait don à des œuvres caritatives. Il déménage à Montréal, en partie pour se rapprocher de ses enfants. À Montréal, il achète les Alouettes en difficulté et revitalise la franchise. L'équipe participe au championnat de la coupe Grey à six reprises, le remportant en 1970, 1974 et 1977.
Berger est aussi président de la ligue à trois reprises. Il joue un rôle déterminant dans la rédaction du premier contrat de télévision pour la ligue.